# Jean-Marc Eychenne
Jean-Marc Eychenne, né le 2 novembre 1956 à Pamiers, est un prélat catholique français, évêque de Pamiers, Couserans et Mirepoix de 2014 à 2022, puis évêque de Grenoble et Vienne depuis 2022.

## Biographie

### Formation
Il effectue sa scolarité dans le Val-de-Marne. Il entame des études de philosophie à la Sorbonne, interrompues par le décès de son père et son appel sous les drapeaux en 1976.  
À l'issue de son service militaire, il intègre le séminaire de la communauté Saint-Martin à Gênes en Italie. 
Il reçoit l'ordination sacerdotale le 3 juillet 1982 à Gênes. Il obtient son baccalauréat de théologie à l'université catholique de Milan, et en 1985 et 1986 il prépare et obtient une licence de théologie à l'université de Fribourg en Suisse. 

### Principaux ministères
Il exerce en Italie pour ses premières années de ministère, d'abord comme maître des novices de la communauté Saint-Martin à Gênes jusqu'en 1987, et comme supérieur de la maison de formation de la communauté de 1986 à 1987. Parallèlement, il est également professeur à l'Institut supérieur des Sciences religieuses de Gênes. 
Il rejoint ensuite le diocèse d'Orléans où il exerce les fonctions de vicaire à la paroisse Saint-Laurent d'Orléans jusqu'en 1989 puis de curé modérateur de la paroisse de la Bionne à Chécy. En 1994, il choisit de quitter la Communauté Saint-Martin et d'être incardiné au diocèse d'Orléans. 
En 1996, il est nommé curé de Jargeau et doyen du Val-Forêt. Il conserve ces fonctions jusqu'en 2002 puis il est nommé curé de la paroisse Saint-Yves de la Source à Orléans, charge à laquelle s'ajoute en 2007 celle de la paroisse voisine de Saint-Marceau. 
Il est également aumônier du Cours Saint-Charles de 1988 à 2000 puis aumônier des étudiants de 2000 à 2009. 
En 2009, André Fort l'appelle à ses côtés comme vicaire général du diocèse d'Orléans et, à partir de 2010, il est également responsable de la formation aux ministères. 
En 2011, dans un entretien avec le quotidien La Croix, il explique le choix du diocèse de faire vivre les prêtres en petites communautés, celles-ci répondant à une attente d'une grande partie des prêtres récemment ordonnés, mais aussi en s'appuyant sur la Bible : « L’homme a été créé à l’image de Dieu : non pas comme une pure individualité, mais à l’image de la communion trinitaire. Si nous avons vocation à être témoins d’un Dieu qui est communion d’amour, il revient à tout homme, et à nous aussi prêtres, d’être insérés dans une vie communautaire concrète ».
En 2024, France Inter révèle que lorsqu'il était vicaire général, il a reçu de nombreuses plaintes de parents au sujet de prêtres pédophiles (Pierre de Castelet et Olivier de Scitivaux), mais n'a rien fait pour protéger d'éventuelles nouvelles victimes.

### Évêque
Le 17 décembre 2014, le pape François le nomme évêque de Pamiers, vacant depuis la nomination à Périgueux de Philippe Mousset en juin 2014.
Il reçoit la consécration épiscopale le 15 février 2015 des mains de Robert Le Gall, archevêque de Toulouse.
Le 14 septembre 2022, il est nommé évêque de Grenoble et Vienne, en remplacement de Guy de Kerimel, devenu archevêque de Toulouse. Il est installé sur son nouveau siège épiscopal le 22 octobre 2022 en la basilique du Sacré-Cœur de Grenoble, en présence de l'archevêque métropolitain de Lyon, Olivier de Germay et de Celestino Migliore, nonce apostolique en France. Jean-Marc Eychenne prend possession de sa cathédrale Notre-Dame de Grenoble, à l'occasion d'une première messe le 23 octobre 2022. Anatole Milandou, archevêque émérite de Brazzaville, et Bienvenu Manamika Bafouakouahou, archevêque titulaire de Brazzaville, sont notamment présents.

## Devise épiscopale
« Non oportet agere sed agi » , phrase de Madeleine Delbrêl, qui signifie « Il n'importe pas tant d'agir que d'être agi ». Jean-Marc Eychenne explique que ce qui lui parle « c’est de ne pas compter sur mes propres forces mais de me laisser conduire par l’Esprit Saint ».

## Ouvrage
- Prêtres à l'école du lavement des pieds, Paris, Salvator, 2024  (ISBN 978-2-7067-2665-1)